# Ježovy
Ježovy (en allemand : Jeschow, précédemment : Gežow) est une commune du district de Klatovy, dans la région de Plzeň, en République tchèque. Sa population s'élevait à 228 habitants en 2021.

## Géographie
Ježovy se trouve à 12 km au nord-nord-ouest de Klatovy à 30 km au sud-sud-ouest de Plzeň et à 109 km au sud-ouest de Prague.
La commune est limitée par Biřkov et Vřeskovice au nord, par Švihov et Mezihoří à l'est, par Dolany à l'est et au sud, et par Chudenice et Křenice à l'ouest.

## Histoire
La première mention écrite de la localité date de 1251.

## Administration
La commune se compose de trois quartiers :
- Chlumská
- Ježovy
- Trnčí

## Galerie

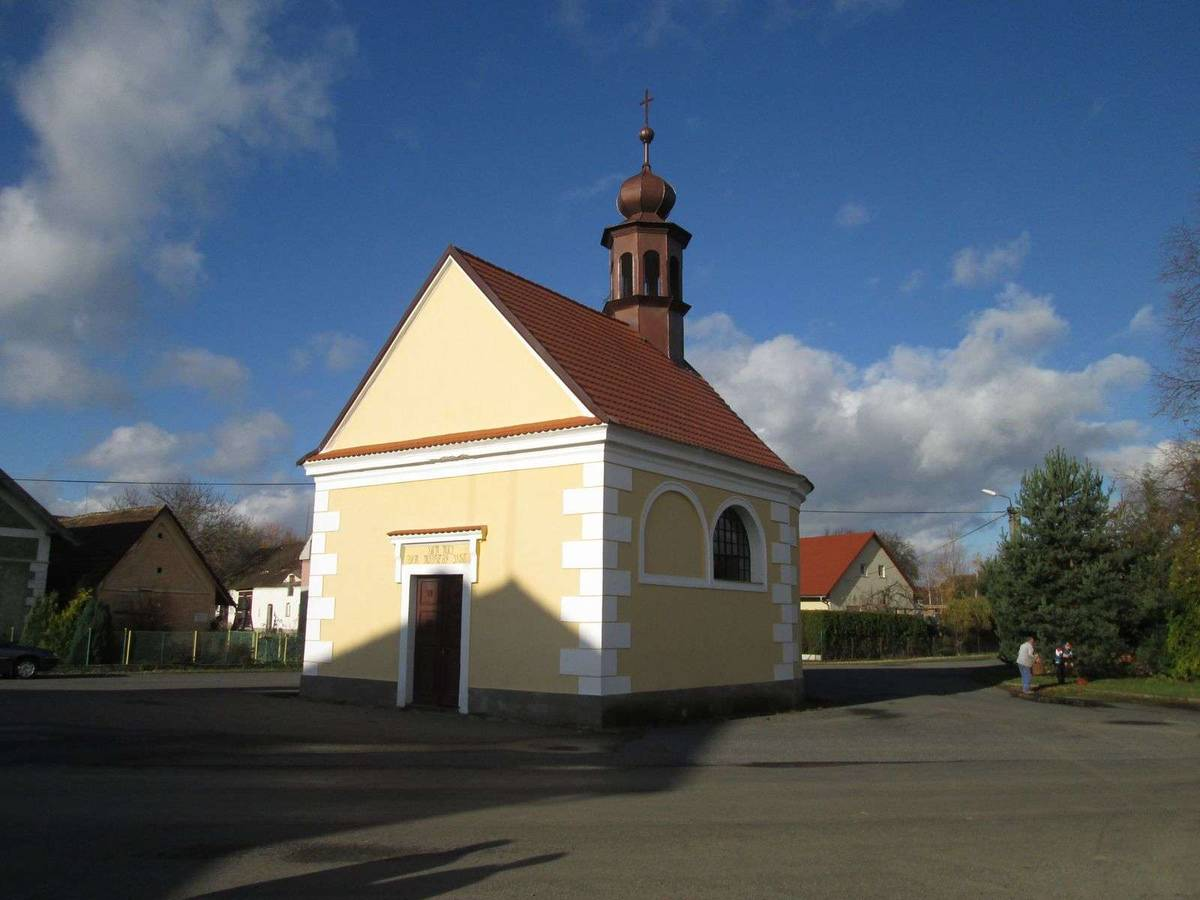
Chapelle à Ježovech.
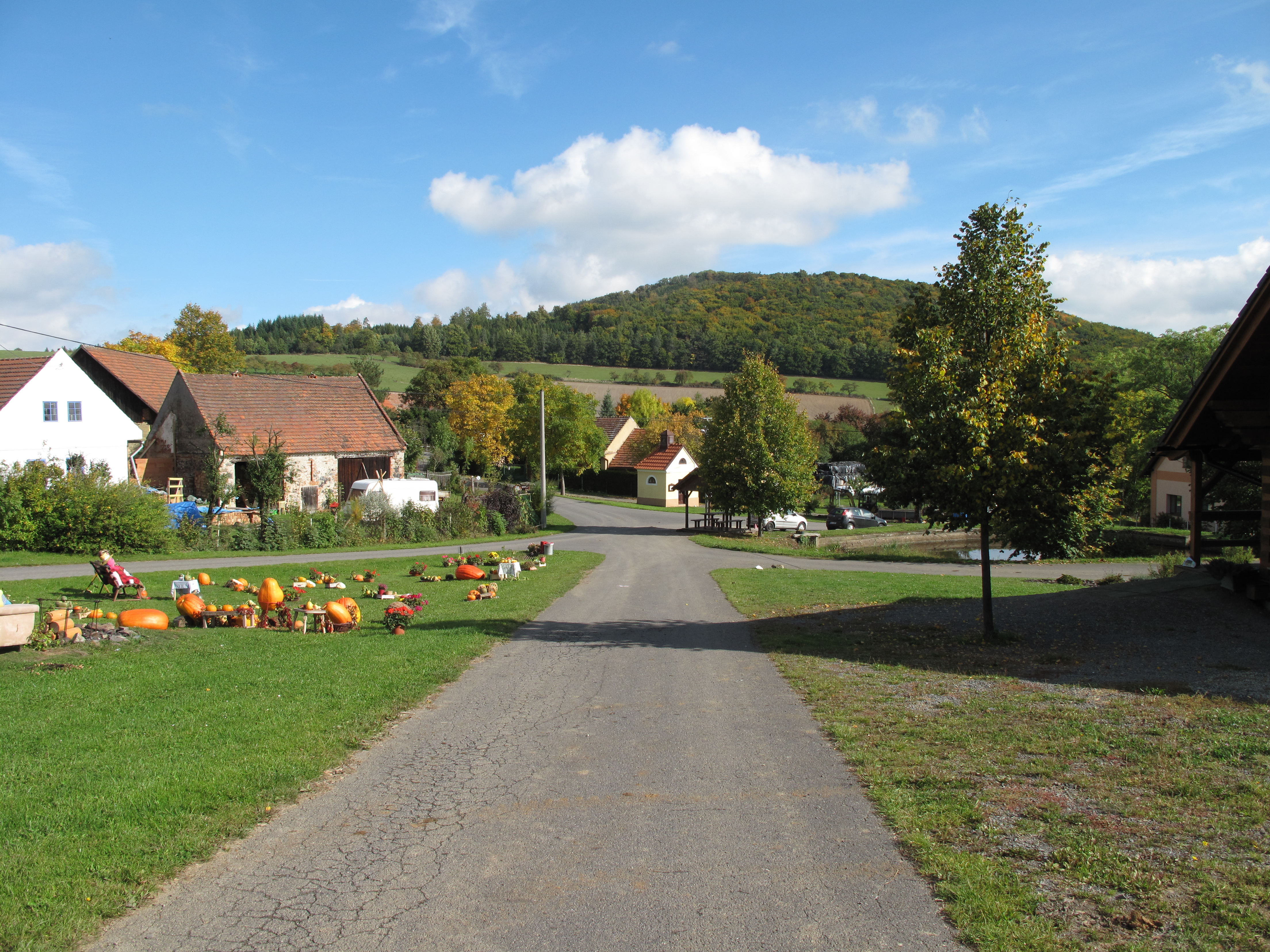
Chlumská.

## Transports
Par la route, Ježovy se trouve à 15 km de Klatovy, à 38 km de Plzeň et à 126 km de Prague.

## Personnalités
- Gabriel Zendel (1906-1992), artiste peintre, est né à Ježovy.